# Ryan Ifamilik
Ryan Ifamilik (ur. 21 października 1991) – mikronezyjski zapaśnik walczący w obu stylach. Mistrz igrzysk mikronezyjskich w 2014, 2018 i 2024. Brązowy medalista mistrzostw Oceanii w 2015 roku. Reprezentuje stan Pohnpei.